# شبين الكوم
شبِين الكُوم مدينة مصرية وهي عاصمة محافظة المنوفية وكذلك عاصمة مركز شبين الكوم.

## الجغرافية التاريخية لشبين الكوم

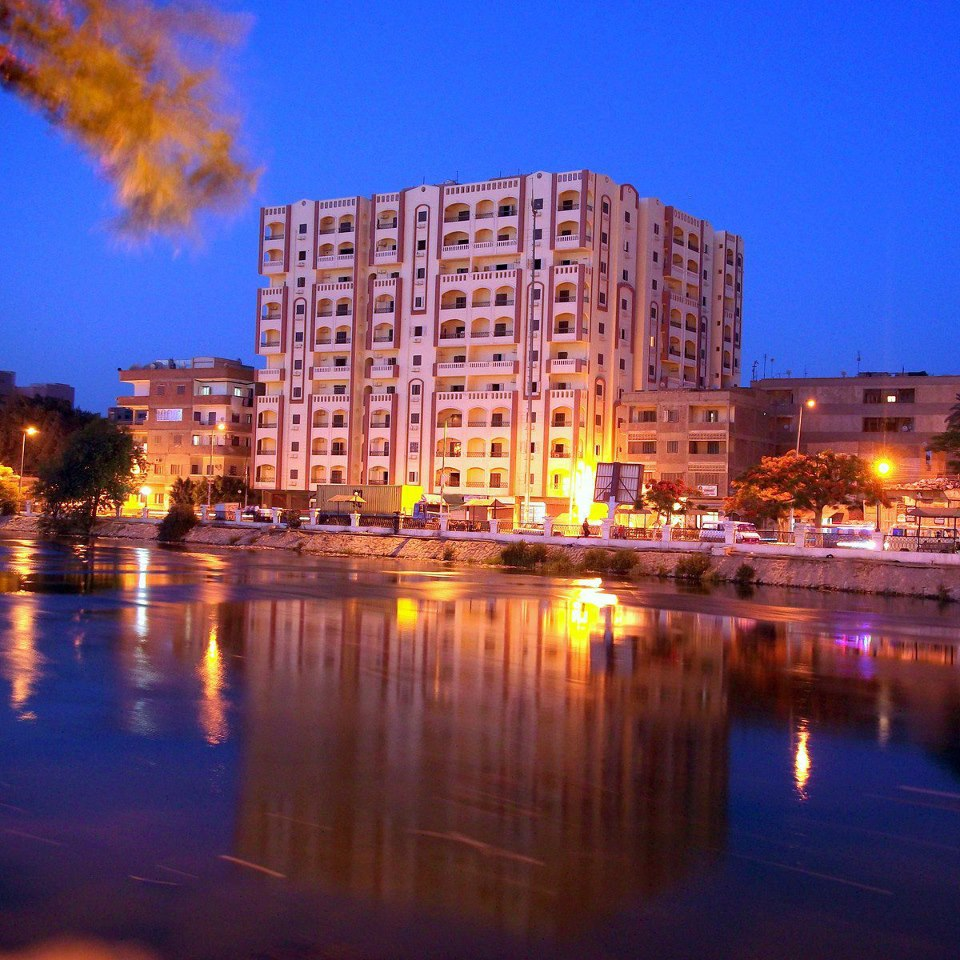
شبين الكوم.

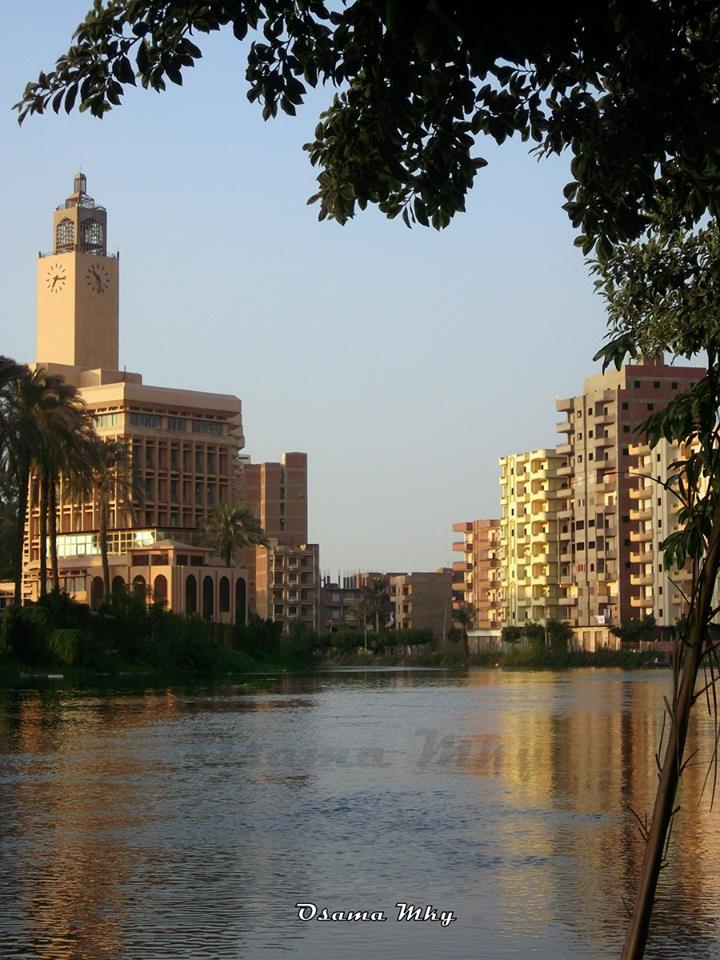
ساعة الجامعة بشبين الكوم.

كانت شبين الكوم من قرى المنوفية في العصر المملوكي، حيث عرفت أيضاً باسم (شبين السري) تلك التسمية التي صاحبتها أيضاً حتى مطلع العصر العثماني لمصر، وقد بلغت مساحتها في أواخر العصر المملوكي 3121 فداناً.
وكانت شبين الكوم واقعة بين قرى المصيلحة التي جاورتها جنوباً وشرقاً، وطنبدي ومنية خاقات (حي ميت خاقان حالياً) من الشمال، والماي التي جاورتها غربا وقرية شنوان جنوباً، وكانت قريبة من منوف الواقعة جنوبها، وتصل إليها ترعة القرينين، حيث تتفرع إلى فرعين، أحدهما يسمى (بحر شبين) التي كانت تصلها بمدينة أبيار (حالياً هي قرية بمركز كفر الزيات بمحافظة الغربية).
وقد نزل علماء الحملة الفرنسية شبين الكوم ووصفوها بقولهم: «قرية كبيرة على ترعة واسعة تسمى القرينين، على بعد فرسخين ونصف فرسخ من منوف».
وكان في شبين الكوم أخطاط ودروب بشكل ملحوظ عن المعتاد في القرى الأخرى، حيث نستطيع أن نجد في الوثائق أخطاطاً مثل (خط السوق الكبير)؛ وخط (قيسارية العطارين)، ودروب مثل (درب الجزارين)؛ و(درب البابل).
وكان في شبين الكوم أنشطة صناعية وتجارية، رغم اعتمادها على الزراعة أساساً في ذلك الوقت، فكان فيها معاصر للسيرجة وطواحين ومصابغ، كما كان فيها تجارة ملح النطرون.
وقد صارت شبين الكوم قاعدة خط من أخطاط المنوفية في مطلع القرن التاسع عشر، ثم صارت قاعدة المنوفية منذ عام 1826 م في عهد محمد علي باشا.

## الموقع
تقع شبين الكوم في وسط المحافظة حيث تقع شمالها مدينة تلا ومدينة بركة السبع ومن الجنوب شنوان ومدينة سرس الليان والباجور ومنوف ومن الشرق مدينة قويسنا ومن الغرب مدينة الشهداء.

### المناخ
| البيانات المناخية لـShibin Al Kawm, Egypt       | البيانات المناخية لـShibin Al Kawm, Egypt | البيانات المناخية لـShibin Al Kawm, Egypt | البيانات المناخية لـShibin Al Kawm, Egypt | البيانات المناخية لـShibin Al Kawm, Egypt | البيانات المناخية لـShibin Al Kawm, Egypt | البيانات المناخية لـShibin Al Kawm, Egypt | البيانات المناخية لـShibin Al Kawm, Egypt | البيانات المناخية لـShibin Al Kawm, Egypt | البيانات المناخية لـShibin Al Kawm, Egypt | البيانات المناخية لـShibin Al Kawm, Egypt | البيانات المناخية لـShibin Al Kawm, Egypt | البيانات المناخية لـShibin Al Kawm, Egypt | البيانات المناخية لـShibin Al Kawm, Egypt |
| الشهر                                           | يناير                                     | فبراير                                    | مارس                                      | أبريل                                     | مايو                                      | يونيو                                     | يوليو                                     | أغسطس                                     | سبتمبر                                    | أكتوبر                                    | نوفمبر                                    | ديسمبر                                    | المعدل السنوي                             |
| ----------------------------------------------- | ----------------------------------------- | ----------------------------------------- | ----------------------------------------- | ----------------------------------------- | ----------------------------------------- | ----------------------------------------- | ----------------------------------------- | ----------------------------------------- | ----------------------------------------- | ----------------------------------------- | ----------------------------------------- | ----------------------------------------- | ----------------------------------------- |
| الدرجة القصوى °م (°ف)                           | 31 (88)                                   | 37 (99)                                   | 40 (104)                                  | 46 (115)                                  | 44 (111)                                  | 48 (118)                                  | 44 (111)                                  | 44 (111)                                  | 44 (111)                                  | 41 (106)                                  | 39 (102)                                  | 33 (91)                                   | 48 (118)                                  |
| متوسط درجة الحرارة الكبرى °م (°ف)               | 18.9 (66.0)                               | 21 (70)                                   | 23.7 (74.7)                               | 27.3 (81.1)                               | 32.1 (89.8)                               | 34.5 (94.1)                               | 34.5 (94.1)                               | 34.5 (94.1)                               | 32.4 (90.3)                               | 29.9 (85.8)                               | 25 (77)                                   | 20.5 (68.9)                               | 27.9 (82.2)                               |
| المتوسط اليومي °م (°ف)                          | 12.2 (54.0)                               | 13.9 (57.0)                               | 16.2 (61.2)                               | 19.1 (66.4)                               | 23.7 (74.7)                               | 26.4 (79.5)                               | 27.1 (80.8)                               | 27.1 (80.8)                               | 25.1 (77.2)                               | 22.6 (72.7)                               | 18.7 (65.7)                               | 14.1 (57.4)                               | 20.5 (69.0)                               |
| متوسط درجة الحرارة الصغرى °م (°ف)               | 5.6 (42.1)                                | 6.9 (44.4)                                | 8.8 (47.8)                                | 11 (52)                                   | 15.3 (59.5)                               | 18.3 (64.9)                               | 19.7 (67.5)                               | 19.7 (67.5)                               | 17.8 (64.0)                               | 15.3 (59.5)                               | 12.5 (54.5)                               | 7.8 (46.0)                                | 13.2 (55.8)                               |
| أدنى درجة حرارة °م (°ف)                         | −3 (27)                                   | −2 (28)                                   | 0 (32)                                    | 3 (37)                                    | 9 (48)                                    | 10 (50)                                   | 17 (63)                                   | 14 (57)                                   | 16 (61)                                   | 10 (50)                                   | 2 (36)                                    | −2 (28)                                   | −3 (27)                                   |
| الهطول مم (إنش)                                 | 7 (0.3)                                   | 6 (0.2)                                   | 3 (0.1)                                   | 2 (0.1)                                   | 0 (0)                                     | 0 (0)                                     | 0 (0)                                     | 0 (0)                                     | 0 (0)                                     | 2 (0.1)                                   | 4 (0.2)                                   | 8 (0.3)                                   | 32 (1.3)                                  |
| المصدر #1: Climate-Data.org                     |                                           |                                           |                                           |                                           |                                           |                                           |                                           |                                           |                                           |                                           |                                           |                                           |                                           |
| المصدر #2: Voodoo Skies for record temperatures |                                           |                                           |                                           |                                           |                                           |                                           |                                           |                                           |                                           |                                           |                                           |                                           |                                           |

## المناطق والأحياء
تنقسم المدينة لإثنان من الأحياء هم:
- حي شرق ويضم مناطق (البر الشرقي بمدينة شبین الكوم – منطقة میت خاقان – منطقة كفر المصیلحة).
- حي غرب (جمیع المناطق الواقعة غرب بحر شبین: بحري، وسط البلد، قبلي، منطقة غرب السكة الحديد)

## جامعة المنوفية
أنشئت جامعة المنوفية بموجب القرار الجمهوري رقم 93 لسنة 1976 لتلبية الطلب المتزايد على التعليم العالي والتعاون مع الجامعات المصرية من أجل تقديم خدمات التعليم الجامعي في مصر. ولقد بدأت الجامعة بأربع كليات (الزراعة - الهندسة - التربية - الهندسة الإلكترونية) لتضم حوالي 9560 طالبا وطالبة و 214 عضو هيئة تدريس و 372 هيئة معاونة.

## معرض الصور

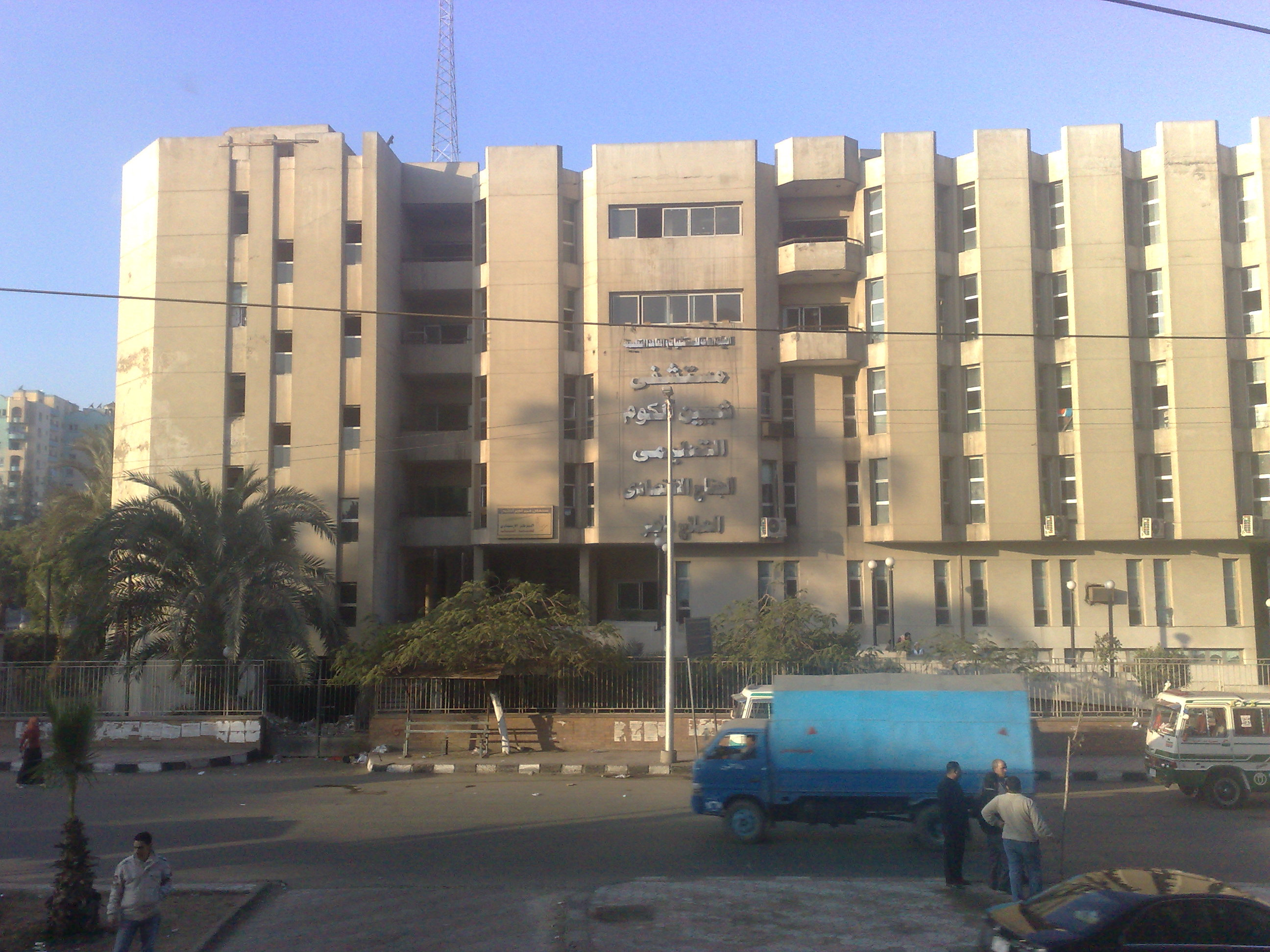
المستشفى التعليمي
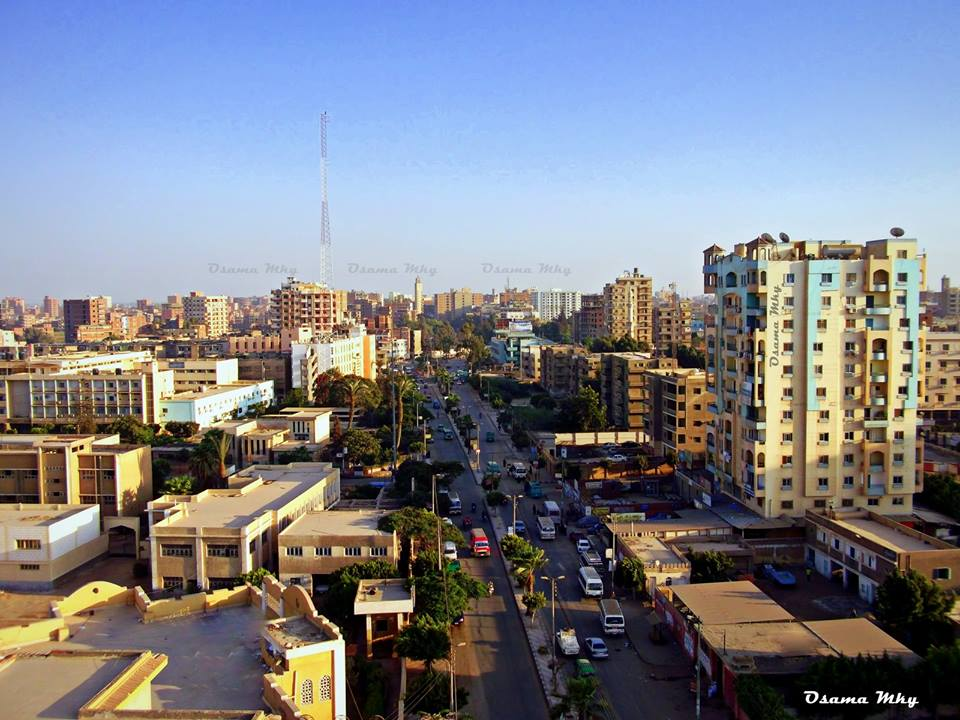
شارع جمال عبد الناصر بشبين الكوم
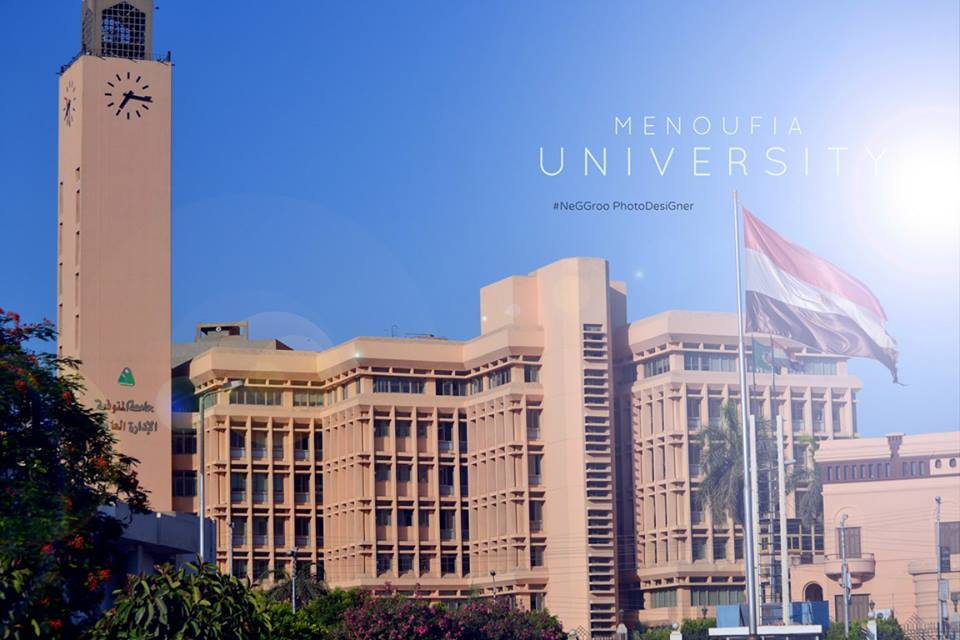
إدارة جامعة شبين الكوم بالمنوفية
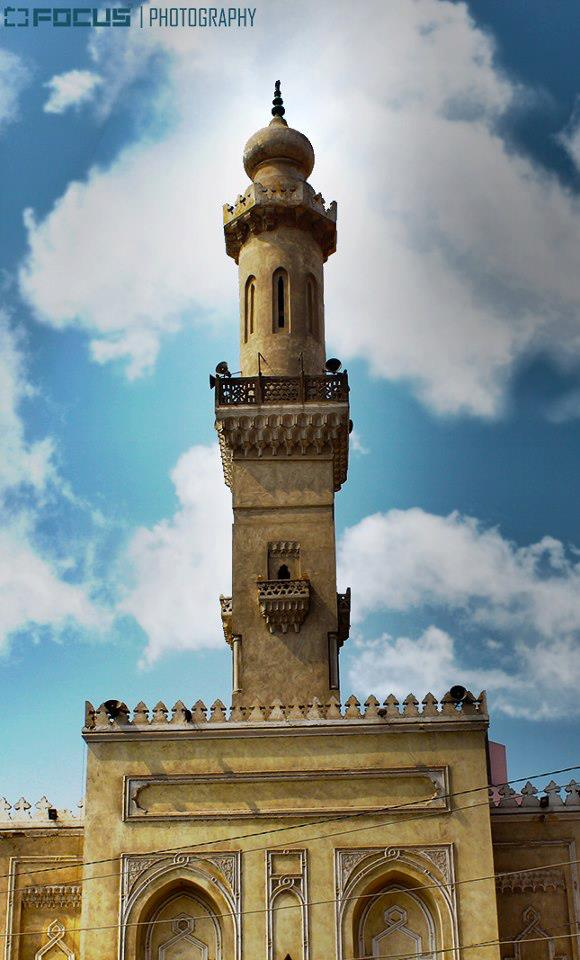
المسجد العباسي بشبين الكوم
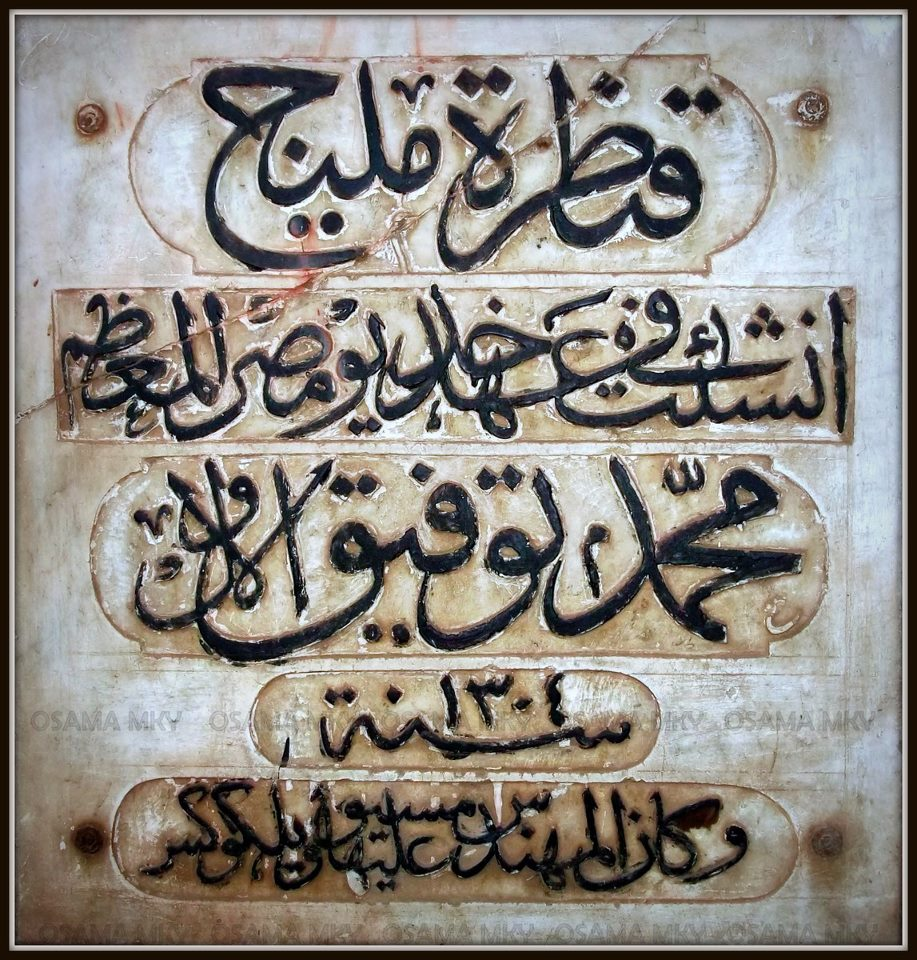
قنطرة مليج
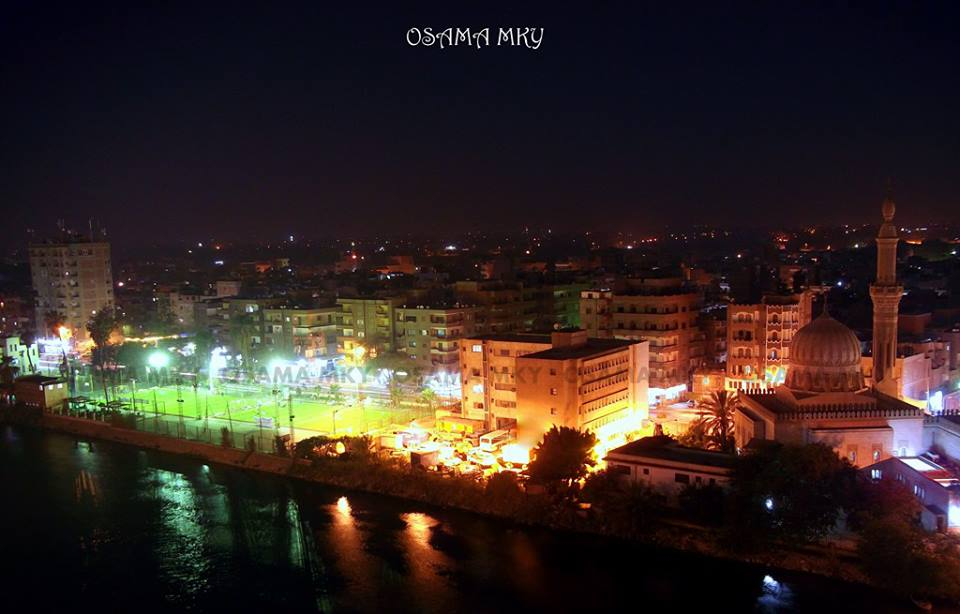
الحي القبلي بشبين الكوم
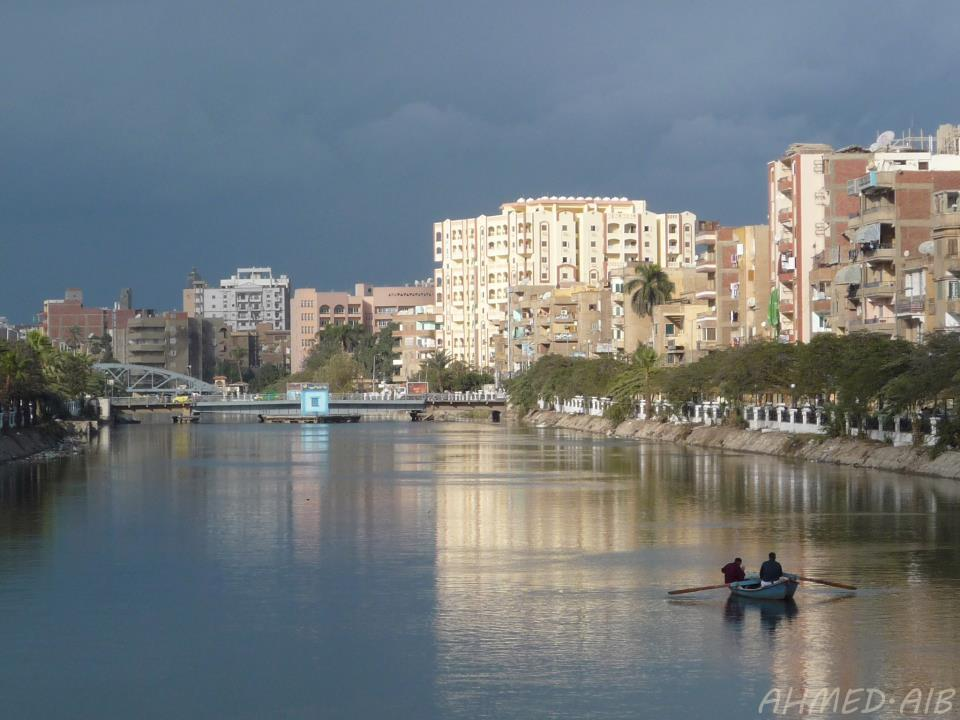
بحر شبين الكوم في الشتاء
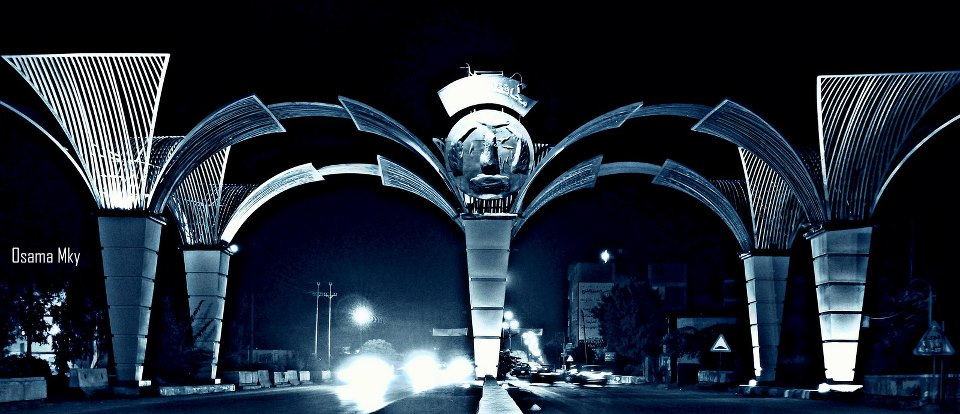
مدخل شبين الكوم ليلا
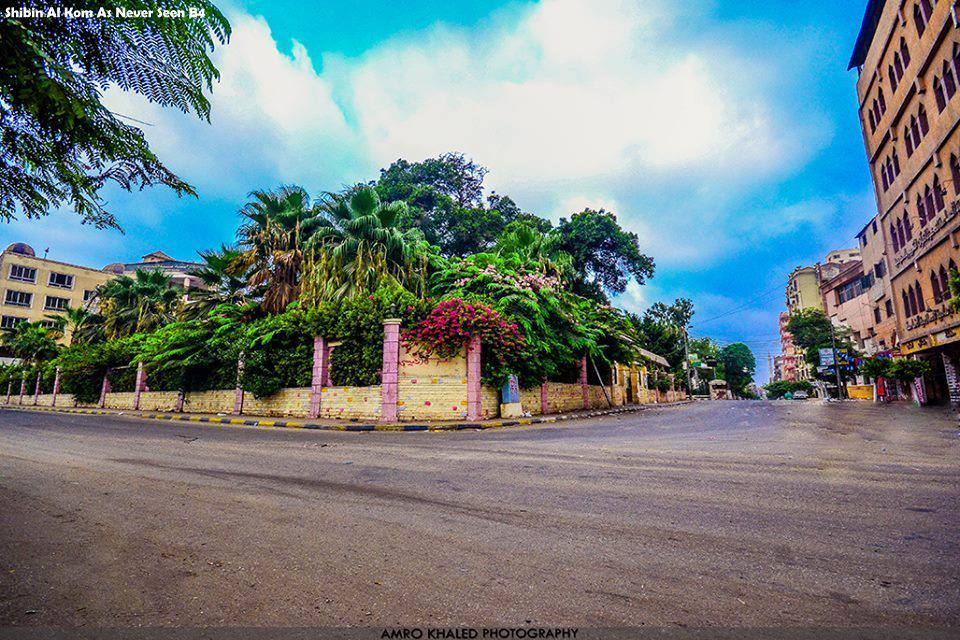
حديقة العلياء,الحديقة العامة سابقا
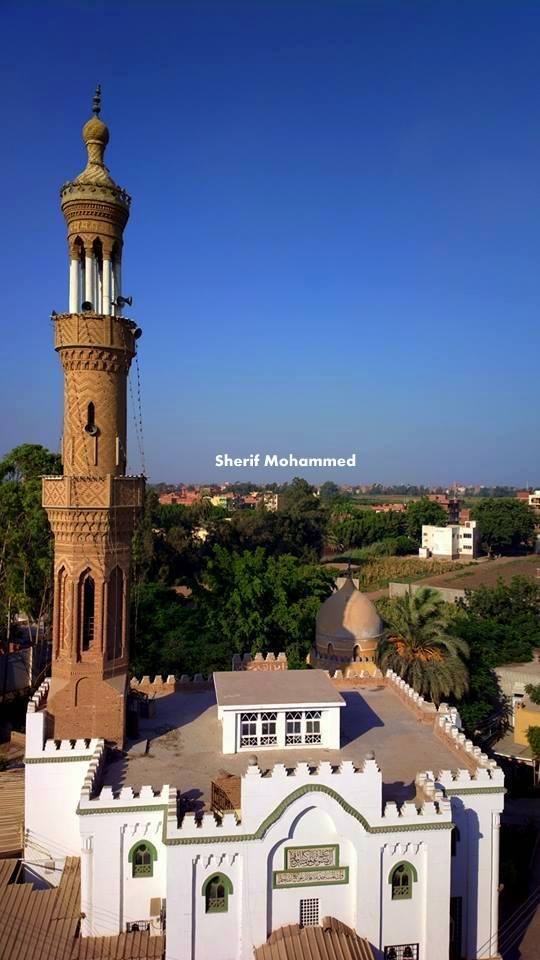
مسجد عبد العزيز باشا فهمي
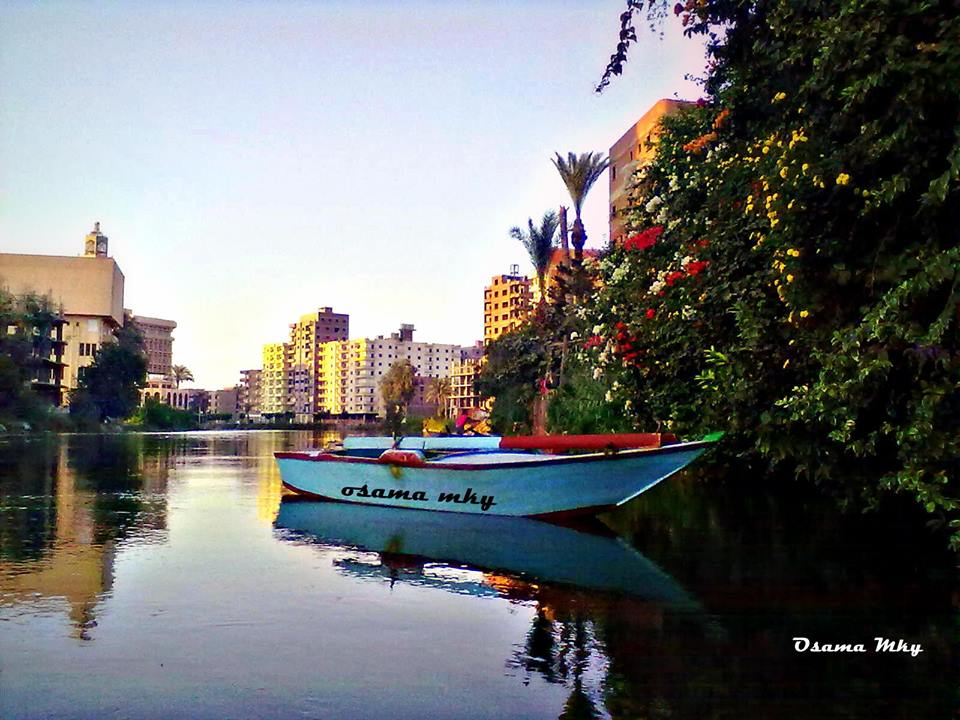
بحر شبين الكوم

## أهم الشخصيات السياسية
- الدكتور مصطفى محمود، فيلسوف وطبيب وكاتب مصري (شبين الكوم)
- محمد أنور السادات، الرئيس الثالث لجمهورية مصر العربية (ميت ابو الكوم)
- عبد العزيز فهمي باشا أول رئيس لمحكمة النقض وواضع دستور 1923 (كفر المصيلحة)
- محمد حسني مبارك، الرئيس الرابع لجمهورية مصر العربية (كفر المصيلحة)
- حمدي البنبي، وزير البترول السابق (شنوان)
- عبد الخالق الشناوي، وزير الأشغال الأسبق (كفر المصيلحة)
- عبد اللطيف محمود باشا، وزير الزراعة الأسبق (شبين الكوم)
- أحمد سلطان، وزير الكهرباء الأسبق (كفر المصيلحة)
- ناجي شتلة، وزير التموين الأسبق (ميت خاقان)
- زكي بدر، وزير الداخلية الأسبق (منشأة عصام)
- محمد عبد الغني الجمسي، وزير الحربية الأسبق وبطل حرب أكتوبر (البتانون)
- صلاح حامد، وزير المالية (الماي)
- أحمد سميح طلعت، وزير العدل (شنوان)
- عبد الرحمن الشرقاوي، من كبار الكتاب والمجددين في العصر الحديث (الدلاتون)
- محمد الشنواني، شيخ الجامع الأزهر الأسبق (شنوان)
- محمود علي البنا، القارئ الشهير (شبرا باص)
- أحمد زكي بدر، وزير التعليم السابق (منشأة عصام)